# Sa Bangji
Pour les articles homonymes, voir Sa.
Pour le film de 1988, voir Sa Bangji (film).

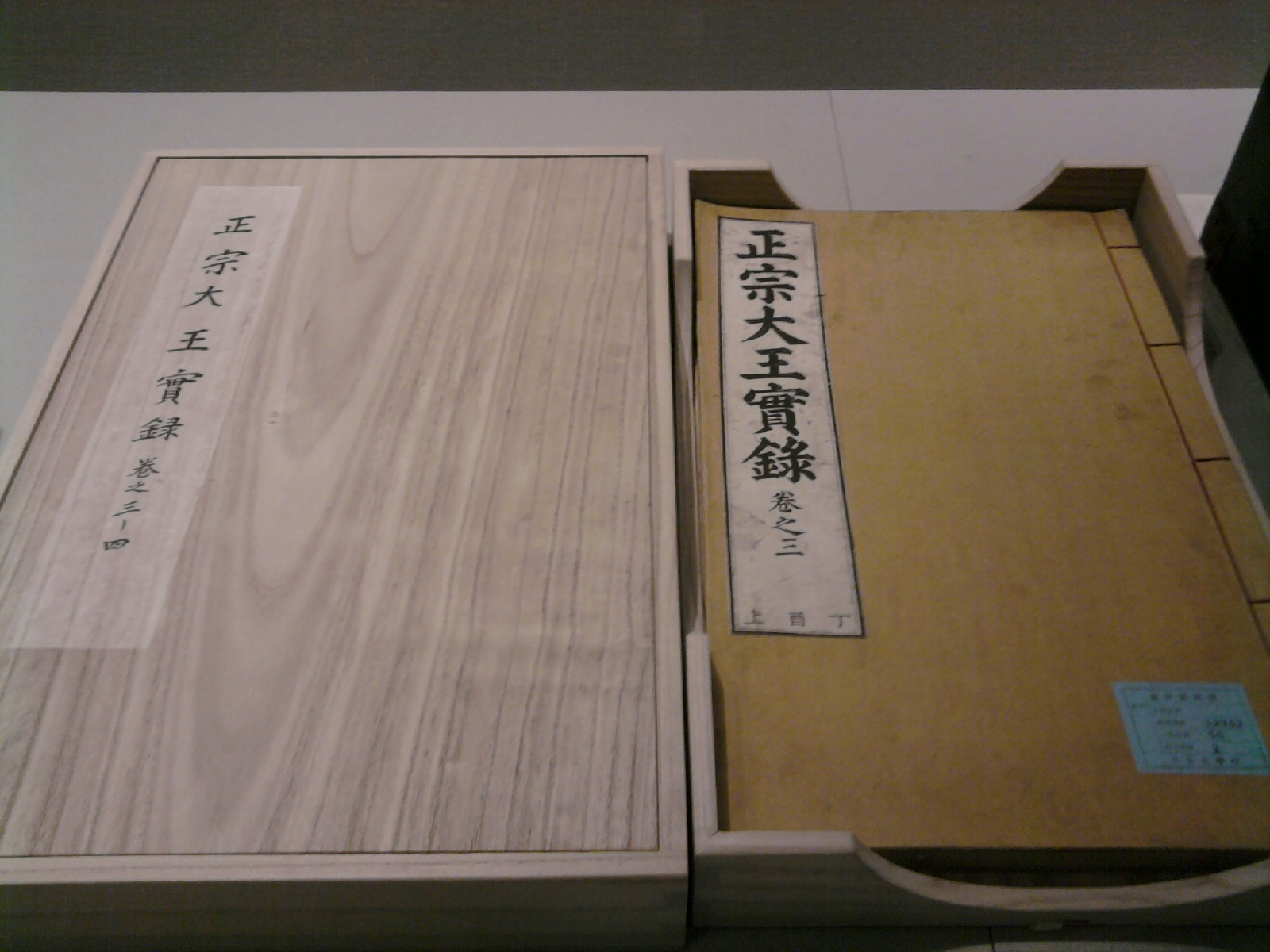
Véritables archives de la dynastie Joseon - Sillok dans son écrin à l'Université de Séoul.

Sa Bangji (사방지) est une personnalité coréenne de la période Joseon ayant vécu au XVe siècle, connue pour son intersexuation.

## Biographie
Sa Bangji naît avec un hypospadias. En grandissant, Sa Bangji reçoit une éducation féminine et vit comme telle au sein de la société coréenne.
Les Annales de la dynastie Joseon rapportent qu'en avril 1462 Sa Bangji est à l'origine d'un scandale sexuel, après avoir eu des relations sexuelles avec une veuve.
Les Annales font aussi mention d'une autre personne intersexe coréenne, Im Seong-gu. Vivant au XVIe siècle, Im Seong-un a subi une condamnation à l'exil pour avoir « dérangé » la société.

## Postérité
En 1983, Lee Mi-young (en) incarne Sa Bangji dans la série sud-coréenne Tree With Deep Roots (ko).
La vie de Sa Bangji inspire le réalisateur sud-coréen Song Kyung-shik, qui en tire en 1988 un drame au simple nom de Sa Bangji. Le rôle-titre est joué par Lee Hye-young.